# Обозне
Обо́зне — село в Україні, у Луганській міській громаді Луганського району Луганської області. Населення становить 211 осіб. З 2014 року є окупованим.

## Новітня історія
5 лютого 2015 року поблизу Обозного війська оперативного командування «Північ» знищили «Град» бойовиків. 13 лютого біля Обозного українські бійці знищили танк Т-72 разом із особовим складом та 2 російські КАМАЗи.

## Населення
За даними перепису 2001 року населення села становило 211 осіб, з них 64,93% зазначили рідною українську мову, а 35,07% — російську.